# Henri Anier
Henri Anier (ur. 17 grudnia 1990 w Tallinnie) – estoński piłkarz grający na pozycji napastnika. Od 2017 roku zawodnik FC Lahti.

## Kariera klubowa
Anier jest wychowankiem klubu Flora Tallinn, zanim jednak zadebiutował w meczu ligowym, jeden sezon spędził w zespole Valga Warrior. Do Tallinna wrócił w 2008 roku i już po pierwszym sezonie zainteresowanie jego osobą wyraziły kluby z najmocniejszych lig w Europie: niemiecki Hannover 96, włoskie Palermo i włoskie Ascoli, w których to przebywał na testach.
Pod koniec 2011 roku podpisał trzyletnią umowę z norweskim klubem Viking FK. Już jednak rok później trafił na wypożyczenie do innego zespołu Fredrikstad FK. Spędził w nim zaledwie kilka miesięcy, a w lipcu 2013 roku trafił do szkockiego Motherwell F.C. na półroczne wypożyczenie. Po jego upływie szkocki klub zdecydował się pozyskać go na zasadzie transferu definitywnego. Anier podpisał umowę do końca czerwca 2016 roku. W czerwcu 2014 podpisał trzyletni kontrakt z Erzgebirge Aue. W styczniu 2015 podpisał dwuipółletni kontrakt z Dundee United F.C. W sierpniu 2015 przebywał na testach w Wiśle Kraków, a we wrześniu 2015 został wypożyczony do Hibernian F.C.

## Kariera reprezentacyjna
W reprezentacji Estonii zadebiutował 19 czerwca 2011 roku w towarzyskim meczu przeciwko Chile. Na boisku pojawił się w 75 minucie meczu.
| Mecze i gole w reprezentacji | Mecze i gole w reprezentacji | Mecze i gole w reprezentacji | Mecze i gole w reprezentacji | Mecze i gole w reprezentacji | Mecze i gole w reprezentacji | Mecze i gole w reprezentacji |
| #                            | Data                         | Stadion                      | Rywal                        | Wynik                        | Gol                          | Rozgrywki                    |
| 2011                         | 2011                         | 2011                         | 2011                         | 2011                         | 2011                         | 2011                         |
| ---------------------------- | ---------------------------- | ---------------------------- | ---------------------------- | ---------------------------- | ---------------------------- | ---------------------------- |
| 1.                           | 19.06.2011                   | Santiago, Chile              | Chile                        | 0:4                          | 0                            | towarzyski                   |
| 2.                           | 23.06.2011                   | Rivera, Urugwaj              | Urugwaj                      | 0:3                          | 0                            | towarzyski                   |
| 2012                         |                              |                              |                              |                              |                              |                              |
| 3.                           | 08.11.2012                   | Maskat, Oman                 | Oman                         | 2:1                          | 1                            | towarzyski                   |
| 4.                           | 14.11.2012                   | Abu Zabi, ZEA                | Zjednoczone Emiraty Arabskie | 1:2                          | 0                            | towarzyski                   |
| 2013                         |                              |                              |                              |                              |                              |                              |
| 5.                           | 26.03.2013                   | Tallin, Estonia              | Andora                       | 2:0                          | 1                            | El. MŚ 2014                  |
| 6.                           | 03.06.2013                   | Tallin, Estonia              | Białoruś                     | 0:2                          | 0                            | towarzyski                   |
| 7.                           | 07.06.2013                   | Tallin, Estonia              | Trynidad i Tobago            | 1:0                          | 1                            | towarzyski                   |
| 8.                           | 14.08.2013                   | Tallin, Estonia              | Łotwa                        | 1:1                          | 0                            | towarzyski                   |
| 9.                           | 06.09.2013                   | Tallin, Estonia              | Holandia                     | 2:2                          | 0                            | El. MŚ 2014                  |
| 10.                          | 10.09.2013                   | Budapeszt, Węgry             | Węgry                        | 1:5                          | 0                            | El. MŚ 2014                  |
| 11.                          | 15.10.2013                   | Bukareszt, Rumunia           | Rumunia                      | 0:2                          | 0                            | El. MŚ 2014                  |
| 12.                          | 15.11.2013                   | Tallin, Estonia              | Azerbejdżan                  | 2:1                          | 0                            | towarzyski                   |
| 13.                          | 19.11.2013                   | Vaduz, Liechtenstein         | Liechtenstein                | 3:0                          | 2                            | towarzyski                   |

## Sukcesy
Flora
- Mistrzostwo Estonii: 2010, 2011
- Puchar Estonii: 2008, 2009, 2011